# Janusz Widzyk
Janusz Widzyk (ur. 1973) – polski kontrabasista i pedagog.
Absolwent Akademii Muzycznej w Krakowie oraz Hochschule für Musik w Kolonii. Doktor sztuk muzycznych zatrudniony na Wydziale Instrumentalnym Akademii Sztuki w Szczecinie (doktorat obroniony w 2019 na Akademii Muzycznej w Krakowie). Od 2015 pedagog kontrabasu w Hochschule für Musik w Berlinie.
Laureat I nagrody Międzynarodowego Konkursu Muzycznego w Genewie (1998). Od 2001 członek orkiestry Berliner Philharmoniker (wcześniej był koncertmistrzem grupy kontrabasów w Bonn Beethovenhalle Orchestra i w Hamburg Radio Symphony Orchestra).